# بایرون (فیلم)
بایرون (انگلیسی: Byron) یک تله‌فیلم بریتانیایی است که بر پایهٔ زندگی لرد بایرون ساخته و در سال ۲۰۰۳ از شبکهٔ بی‌بی‌سی دو پخش شد.

## بازیگران
- جانی لی میلر در نقش لرد بایرون
- کامیلا پاور در نقش لیدی کارولین لمب
- الیور دیمسدیل در نقش پرسی بیش شلی
- سالی هاوکینز در نقش مری شلی
- پولین مورن در نقش خانم کرتین
- استیون کمبل مور
- الیور میلبرن
- فیلیپ گلنیستر
- ونسا ردگریو
- جولی کاکس